# سوری (تویسرکان)
سوری روستایی از توابع بخش مرکزی شهرستان تویسرکان در استان همدان ایران است.زبان این روستا گویشی شبه لری می‌باشد.

## جمعیت
این روستا در دهستان خرم‌رود قرار دارد و براساس سرشماری مرکز آمار ایران در سال ۱۳۹۵، جمعیت آن ۹۹ نفر (۳۴ خانوار) بوده‌است.